# Руасси-ан-Франс
Руасси-ан-Франс (фр. Roissy-en-France) — коммуна во Франции, в регионе Иль-де-Франс, департамент Валь-д'Уаз. Население — 2367 человек (1999). Коммуна расположен на расстоянии около 20 км северо-восточнее Парижа, 34 км восточнее Сержи.
На территории Руасси-ан-Франс частично расположен крупнейший аэропорт Франции Париж — Шарль-де-Голль. Во Франции часто аэропорт называют именно Руасси, хотя терминалы аэропорта не расположены в коммуне Руасси. Остальная часть аэропорта расположена в коммуне Трамбле-ан-Франс и некоторых других.

## Демография
Динамика населения (Cassini и INSEE):

## В литературе
В Руасси-ан-Франс происходит действие садомазохистского романа «История О».